# Ronald M. Schernikau

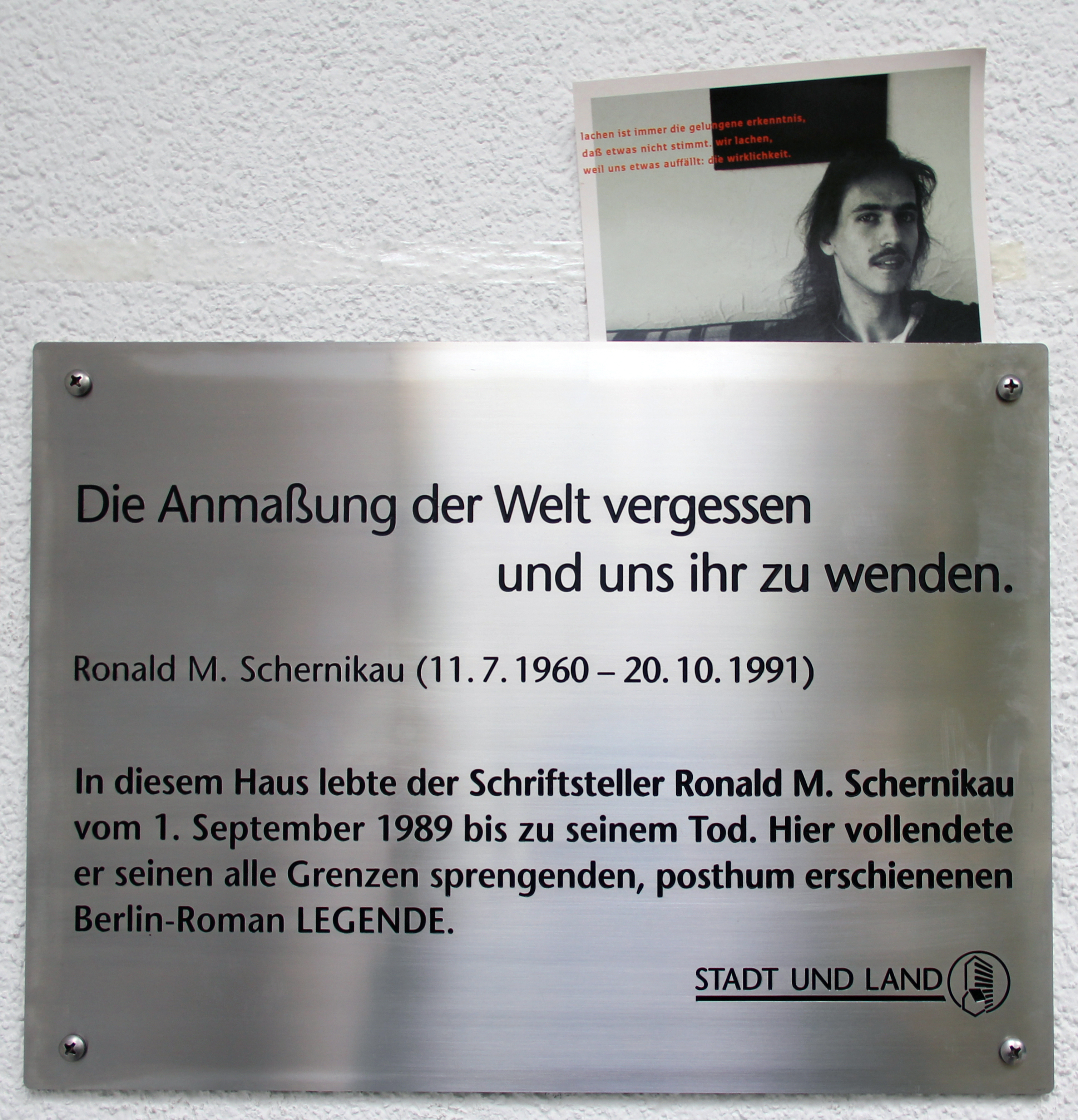
Gedenktafel am Haus Cecilienstraße 241 in Berlin-Hellersdorf

Ronald M. Schernikau (geboren am 11. Juli 1960 in Magdeburg als Ronald Lothar Schernikau; gestorben am 20. Oktober 1991 in Berlin) war ein deutscher Schriftsteller, Dramaturg und Kommunist.

## Leben und Werk

### Familie und Herkunft

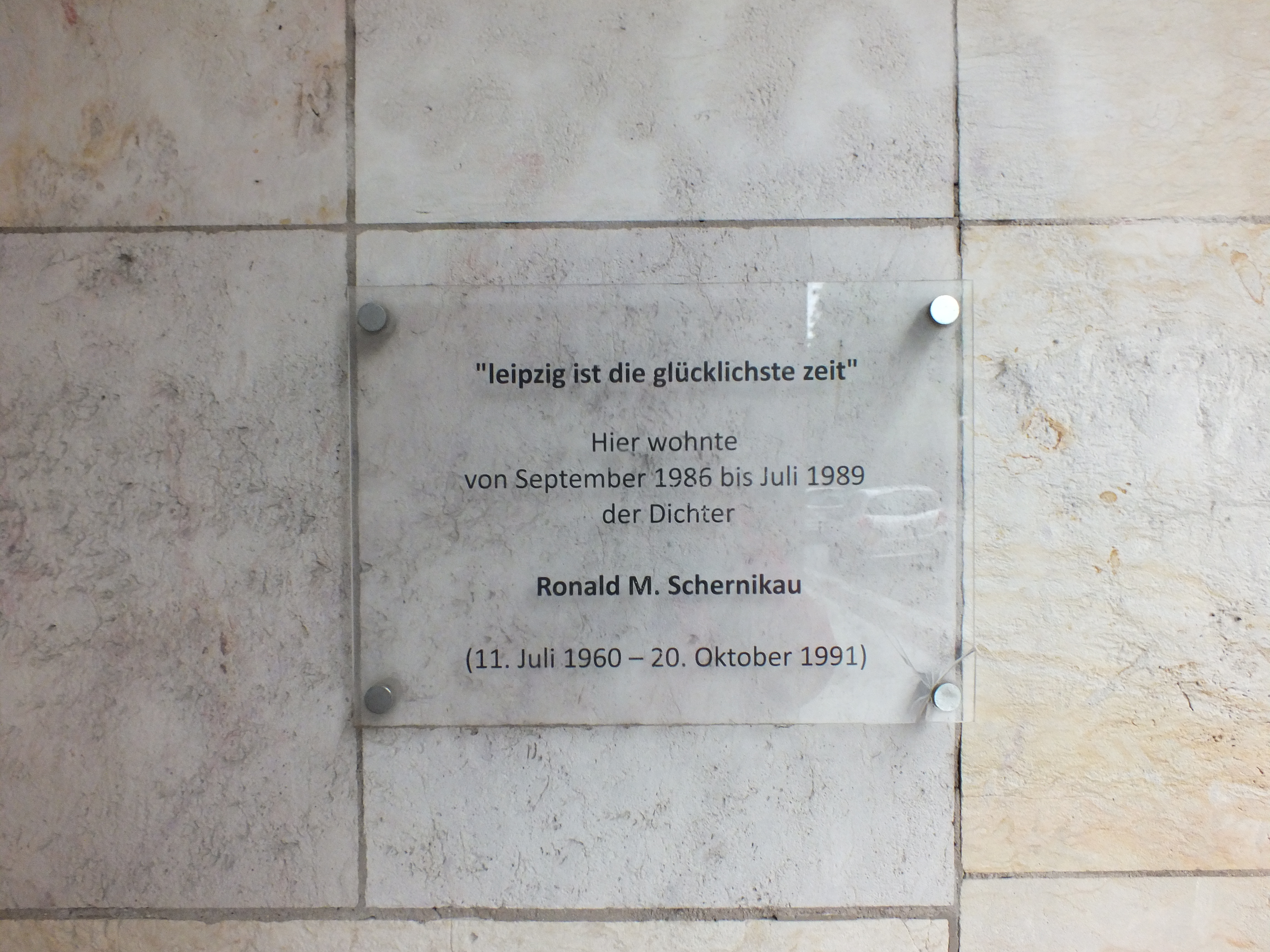
Gedenktafel am Haus Universitätsstraße 20 in Leipzig

Grab auf dem Friedhof der St.-Georgen-Parochialgemeinde Berlin, Friedenstraße

Seine Mutter war die Krankenschwester Ellen Schernikau (1936–2025); sein Vater Lothar war bereits vor Ronalds Geburt in die Bundesrepublik Deutschland übergesiedelt. Ellen Schernikau flüchtete 1966 mit ihrem Sohn aus der Deutschen Demokratischen Republik, um mit dem Vater zusammenzuleben, der ihr allerdings verschwiegen hatte, dass er im Westen bereits verheiratet war und Kinder hatte. Das Leben seiner Mutter, die überzeugte Sozialistin war, verarbeitet Schernikau in seinem posthum veröffentlichten Buch Irene Binz, für das er zu Lebzeiten weder in der DDR noch in der Bundesrepublik einen Verlag fand.
Ronald Schernikau wuchs in Lehrte bei Hannover auf und besuchte dort das Gymnasium Lehrte. Sein Erstlingswerk Kleinstadtnovelle ist teilweise autobiographisch und beschreibt die Schulzeit von Schernikau.

### Eintritt in die DKP
Mit 16 Jahren trat er der Deutschen Kommunistischen Partei (DKP) bei. Noch vor seinem Abitur am Lehrter Gymnasium erschien 1980 die Kleinstadtnovelle im Rotbuch Verlag. Das Buch über schwules Coming-out in einer Kleinstadt wurde ein erster bemerkenswerter Erfolg, die Erstauflage war nach wenigen Tagen vergriffen. Im selben Jahr zog Schernikau nach West-Berlin, wo er zur Sozialistischen Einheitspartei Westberlins (SEW) wechselte und an der FU Germanistik, Philosophie und Psychologie studierte.

### Studium am Deutschen Literaturinstitut Leipzig „Johannes R. Becher“
Von 1986 bis 1989 studierte Schernikau am Institut für Literatur „Johannes R. Becher“ in Leipzig, wo er als West-Berliner nur mit erheblichen Schwierigkeiten zugelassen wurde. 1988 nahm er an einem Aufbaustudiengang teil. Im Mai 1988 legte er seine Abschlussarbeit die schönheit von uwe. die losung 43 und der spass der imperialisten. darüber, daß die ddr und die brd sich niemals verständigen können. geschweige mittels ihrer literatur vor und veröffentlichte den Essay 1989 in überarbeiteter Form unter dem Kurztitel die tage in l. im Konkret Literatur Verlag. Unter der Regie von Florian Hein wurde das Werk an der Berliner Schauspielschule Ernst Busch als Theaterstück inszeniert. Ebenfalls 1988 trat er der Sozialistischen Einheitspartei Deutschlands (SED) bei. Dazu bedurfte es einer Bürgschaft, die er von Peter Hacks erhielt.

### Übersiedlung in die DDR
In diese Zeit fiel der größere Teil des Briefwechsels mit Peter Hacks, zu dem Schernikau bereits von West-Berlin aus Kontakt aufgenommen hatte. Schernikau stellte Hacks darin die Frage, ob er in die DDR übersiedeln solle. Dieser antwortete ihm, dass er, wenn er ein großer Dichter werden wolle, keine andere Wahl habe, als in die DDR zu kommen. Sie allein stelle ihm „auf entsetzliche Weise“ die Fragen des Jahrhunderts. Solle aber sein Talent darin bestehen, „Erfolg zu haben und Menschen zu erfreuen“, dann solle er es sich noch einmal überlegen. Hacks' Antwort an Schernikau ergab sich aus seiner scharfen Kritik an der damaligen Honecker-Politik, die – anders als die Politik zu Zeiten Walter Ulbrichts – den Sozialismus beeinträchtige und gefährde. 1989 beantragte und erhielt Schernikau die Staatsbürgerschaft der DDR und siedelte am 1. September 1989 nach Berlin-Hellersdorf über. In Ost-Berlin war er als Hörspieldramaturg des Henschel-Verlages tätig. Auf dem Kongress des Schriftstellerverbands der DDR vom 1. bis 3. März 1990 hielt er eine Rede, in der er seinen Zuhörern sagte, dass sie noch nichts „von dem Maß an Unterwerfung“ wüssten, „die der Westen jedem einzelnen seiner Bewohner abverlangt“. Die Strategie des Zurückrollens sei aufgegangen. Der Westen habe gesiegt, die Konterrevolution habe gesiegt. Die spätkapitalistische Ökonomie brauche für ihre Fortexistenz keine Rechtfertigung mehr. Schriftsteller würden sich nun wieder „mit den ganz uninteressanten Fragen auseinanderzusetzen haben, etwa: Wie kommt die Scheiße in die Köpfe?“ Dabei würden sie alleine sein.
1991 vollendete er den umfangreichen Montageroman legende. Er konnte erscheinen, nachdem Autoren wie Eberhard Esche, Peter Hacks, Elfriede Jelinek, Sahra Wagenknecht, Wolfgang Kohlhaase, Dietrich Kittner und Hermann L. Gremliza sich privat und öffentlich für die Subskription einer Vorzugsausgabe eingesetzt hatten. In Michael Sollorz' Spielfilm Banale Tage (1992) hatte er seine einzige Rolle als Darsteller. Vom 1. September 1989 bis zu seinem Tod am 20. Oktober 1991 lebte Schernikau in Berlin-Hellersdorf, Cecilienstraße 241 (ehem. Albert-Norden-Straße). Schernikau starb an den Folgen einer HIV-Infektion. Er wurde auf dem Friedhof Georgen-Parochial II, Abteilung 52, Reihe 02, Grabstelle 16 beigesetzt.

## Freunde – Literaten – Bezugsautoren
Zu seinen Freunden zählten u. a. die Autoren Elfriede Jelinek, Gisela Elsner, Irmtraud Morgner, Peter Hacks, Ulrich Berkes und Erika Runge. Auf Runges Interviewtechnik bezog er sich in eigenen Arbeiten.
Schernikau lebte mit seinem Lebenspartner Thomas Keck in den 1980er Jahren häufig in Wien. Er setzte sich intensiv mit den Werken von Ingeborg Bachmann, Friederike Mayröcker, H. C. Artmann, Ernst Jandl, Andreas Okopenko, Michael Scharang, Peter Turrini und Elfriede Jelinek auseinander, wobei Jelinek für ihn am wichtigsten war.
Marianne Rosenberg bat ihn nach den Protesten gegen den Besuch des US-Präsidenten Reagan in West-Berlin um einen Liedtext zum Thema, den er ihr schrieb („Er ist ein Star“).

## Rezeption
Schernikau lebte seine homosexuelle Identität offen und bekannte sich zu seiner kommunistischen Weltanschauung. Während sein Tod im Gegensatz zu seiner Übersiedlung in die DDR nur zwei Zeitungen eine Meldung wert war, nahm das Interesse an seinem Werk und an seiner Person seit den 2000er-Jahren stetig zu. Die Literaturwissenschaftlerin Ursula Püschel urteilte 2014: „Schernikau ist Weltliteratur.“
Nach seinem Tod wurde zunächst sein Briefwechsel mit Peter Hacks aus dem Nachlass veröffentlicht; der titel die tage in l. – darüber, daß die ddr und die brd sich niemals verständigen können, geschweige mittels ihrer literatur erschien 2002 als Neuauflage im Konkret Literatur Verlag, sein Großroman legende 1999 im Dresdner Verlag ddp goldenbogen, Irene Binz. Befragung 2010 im Rotbuch Verlag und der Text und als der prinz mit dem kutscher tanzte, waren sie so schön, daß der ganze hof in ohnmacht fiel. ein utopischer film im Berliner Verbrecher Verlag, der ebenfalls die Romane Legende, Königin im Dreck und so schön neu verlegte.
Weitere Aufmerksamkeit für den Autor brachten auch die Theater-Inszenierungen seiner Texte (u. a. von Bastian Kraft und Moritz Beichl). Die 2014 von Kraft und John von Düffel inszenierte Schernikau-Hommage „Die Schönheit von Ost-Berlin“ am Deutschen Theater Berlin war immer ausverkauft. Heute hat Schernikau seinen festen Platz in der deutschen Literaturgeschichte nach 1945 zudem als Referenzautor und als linke Kultur-Ikone.
In den populären Büchern von Matthias Frings zu männlicher Sexualität, Homosexualität und Aids ist Schernikau mit Beiträgen vertreten.
2015 wurde der Schernikau-Nachlass an die Akademie der Künste übergeben; „allein 2.500 Seiten Klebefassungen und Schnipsel zur „Legende“. Briefe, Briefdurchschläge, Arbeitsaufträge, aber auch Fotos von DDR-Sportlern und DDR-Schlagersängern, sogar Kinokarten. Aber auch fertige Gedichte. Ein immenses Tagebuch.“ Betreuer seines Nachlasses ist sein Lebenspartner, der Schauspieler und Regisseur Keck.
2015 veranstaltet das Literaturforum im Brechthaus eine große Konferenz zu Ronald M. Schernikau, u. a. mit 16 wissenschaftlichen Vorträgen.
Der WDR brachte 2021 ein Feature von Johanna Tirnthal und Richard Pfützenreuter heraus, das der Fragestellung „Was macht seine Texte aktuell?“ nachgeht.
2022 zeigte das Anhaltische Theater Dessau unter dem Titel der himmel ist ja da. der himmel fängt hier unten an
einen Ronald M. Schernikau-Abend von Christian Franke unter Verwendung von „Legende“ und „Königin im Dreck: Texte zur Zeit“.

## Ehrungen
- Eine Gedenktafel am Haus Universitätsstraße 20 in Leipzig erinnert an sein Studium in Leipzig; sie trägt die Inschrift: „leipzig ist die glücklichste zeit“ / Hier wohnte / von September 1986 bis Juli 1989 / der Dichter / Ronald M. Schernikau (11. Juli 1960 – 20. Oktober 1991)[22]
- Seit dem 5. September 2014 erinnert an seinem letzten Wohnhaus in Berlin-Hellersdorf eine Gedenktafel an Schernikau, der dort seinen letzten Roman legende vollendete. Die Tafel wurde von der Wohnungsbaugesellschaft „Stadt und Land“ finanziert und montiert.[23][24]

## Werke

### Selbstständig veröffentlichte Texte in Auswahl
Hier sind nur die separat erschienenen Schriften aufgeführt; Artikel, Gedichte und kleinere Schriften bleiben unberücksichtigt.
- Kleinstadtnovelle. Rotbuch, Berlin 1980; Neuauflage Konkret Literatur Verlag, Hamburg 2002.
- die heftige variante des lockerseins. ein festspiel. Selbstverlag, Berlin 1981.
- petra. ein märchen. Mit Grafiken von Uliane Borchert, Edition Mariannenpresse, Berlin 1984.
- die schönheit. Uraufführung Berlin am 4. Dezember 1987.
- die tage in l. – darüber, daß die ddr und die brd sich niemals verständigen können, geschweige mittels ihrer literatur. Konkret Literatur Verlag, Hamburg 1989; Neuauflage Konkret Literatur Verlag, Hamburg 2001.
- das märchen von der blume. Mit Grafiken von Uliane Borchert, Selbstverlag, Berlin 1990.
- Dann hätten wir noch eine Chance – Briefwechsel mit Peter Hacks; Texte aus dem Nachlaß. Konkret, Hamburg 1992 (Konkret Texte 1).
- legende. Verlag ddp goldenbogen, Dresden 1999, ISBN 3-932434-09-9. Neuauflage Verbrecher-Verlag, Berlin 2019, ISBN 978-3-95732-342-2
- Königin im Dreck. Texte zur Zeit. (Hrsg.: Thomas Keck), Verbrecher Verlag, Berlin 2009, ISBN 978-3-940426-34-5.
- Irene Binz. Befragung. Rotbuch Verlag, Berlin 2010, ISBN 978-3-86789-095-3
- und als der prinz mit dem kutscher tanzte, waren sie so schön, daß der ganze hof in ohnmacht fiel. ein utopischer film. (Hrsg.: Thomas Keck), Verbrecher Verlag, Berlin 2012, ISBN 978-3-943167-10-8.

### Beiträge in Sammelbänden
- Ich bin die Milva der deutschen Literatur – es weiß nur noch keiner. Gespräch mit Ronald Schernikau. In: Matthias Frings / Elmar Kraushaar (Hg.): Männerliebe: ein Handbuch für Schwule und alle, die es werden wollen. Rowohlt, Reinbek 1982, S. 168–173.
- Über Schlager in der DDR. In: Elmar Kraushaar (Hg.): Rote Lippen: die ganze Welt des deutschen Schlagers. Rowohlt, Reinbek 1983, S. 221–234.
- Das Personal – Über die Arbeit mit Aids. In: Matthias Frings (Hg.): Aids – Dimensionen einer Krankheit. Rowohlt, Reinbek 1986, S. 102–112.

### Posthume Textsammlung
- Königin im Dreck. Texte zur Zeit, hrsg. v. Thomas Keck, 2. Auflage, Verbrecher Verlag, Berlin 2018.

Darüber hinaus zahlreiche Veröffentlichungen von Gedichten und Beiträgen in Zeitschriften, s. dazu: http://www.schernikau.net/*/bibliografie/

## Auftritte als Schauspieler
- Film: Banale Tage (Regie: Peter Welz, 1992); Rolle: Schauspieler Bernd
- Theaterstück: In seinem Theaterstück Die Schönheit trat er in der Uraufführung durch das West-Berliner Ensemble Ladies Neid im Dezember 1987 auf, Rolle: Tuntendiva.[25][26]